# Bad Apple!!
Bad Apple!! es la séptima pista de la banda sonora del videojuego bullet hell de 1998 Lotus Land Story, cuarta entrega de la franquicia Touhou Project. La pista fue diseñada originalmente para sonar como música chiptune de fondo durante la tercera etapa del juego, disponible en la plataforma NEC PC-9800, yendo a 161 bpm y usando un chip de síntesis de modulación de frecuencia.
La canción es conocida por haber tenido una remix realizada varios años después de su lanzamiento original. La remix fue hecha por Masayoshi Minoshima en colaboración con la cantante Nomico. Tras haber culminado la producción de la remix, un vídeo de marionetas de sombras en blanco y negro fue realizado y adoptado como video musical. Durante la década del 2010, tanto la versión cantada por Nomico como la secuencia de video en blanco y negro fueron adaptadas a varias consolas de videojuegos y calculadoras gráficas de segunda generación para competencias de retrocomputación y demos, convirtiéndose en un equivalente gráfico del "¡Hola, mundo!" de sistemas informáticos más antiguos en las comunidades demoscene.

## Canción pop
En 2007, se lanzó una versión de la canción Bad Apple!! cantada por la cantante japonesa Nomico, la cual era más larga. Esta versión formó parte del álbum Lovelight del grupo de artistas Alstroemeria Records, dirigido por Masayoshi Minoshima.

### Video musical
En agosto de 2008, un usuario de Nico Nico Douga (plataforma japonesa para alojamiento en línea de videos) subió un guión gráfico vulgar basado en la remix de la canción original, pidiendo a cualquiera que lo animara. Comenzaron así aparecer varios videos musicales animados no oficiales de la canción, con relativamente poco éxito.
Entre octubre de 2008 y octubre de 2009, un grupo colaborativo liderado por Anira (あ に ら) creó un video animado con sombras chinescas en blanco y negro basado en el guión gráfico de agosto de 2008. El video fue publicado en Nico Nico Douga el 27 de octubre de 2009.
En 2017, el grupo Alstroemeria Records publicó el álbum 10th Anniversary Bad Apple!!, compuesto íntegramente de remixes de Bad Apple!!.

## Subculturademoscene
- La demo "8088 Domination", publicada en junio de 2014, incluye una sección del video musical no oficial de "Bad Apple" corriendo en un IBM 5150 de 1981 a una resolución de 640 × 200 y 30 cuadros por segundo.[10][11]
- En junio de 2014, aproximadamente dos minutos del video musical se transfirieron al Commodore 64 con 2000 cuadros a 12 cuadros por segundo en un disquete de un solo lado.[12]
- En 2015, el video musical había sido adaptado a la consola Vectrex de 1982;[13][14] junto con otras adaptaciones para la Atari 2600 (1977), la Nintendo Entertainment System (1985), la Sega Genesis (1988) y las calculadoras gráficas de la serie Texas Instruments TI-84 Plus.[13]
- En 2017, Fenarinarsa lanzó una demo de Atari STE en la que mostraba el video a una resolución de 320x200 a 30 FPS con 50 kHz de audio.[15]
- En 2019, se programó un Arduino Mega para reproducir el video (sin sonido) a una resolución de 128 × 176 y 60 cuadros por segundo.[16]
- En 2020, se lanzó un Amiga AGA en la fiesta de demostración NOVA2020.[17]
- A mediados de 2020, Sarah Purohit programó su procesador Epyc de 64 núcleos para mostrar un gráfico de 16x8 del video utilizando el uso de subprocesos de la CPU en un administrador de tareas.[18][19]
- En mayo de 2024, OnehundredthCoin consiguió inyectar el videoclip (con audio incluido) dentro de Super Mario Bros. mediante la ejecución arbitraria de código usando TAS.[20]